# Ignacio Manuel Altamirano
Ignacio Manuel Altamirano (Tixtla, Guerrero, Mèxic, 1834 — Sant Remo, Itàlia, 1893) va ser un advocat, escriptor, periodista, mestre i polític mexicà.

## Estudis i vida acadèmica

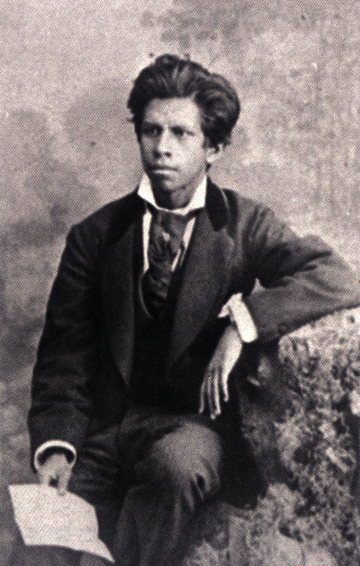
La més primerenca fotografia que es coneix d'Ignacio Manuel Altamirano.

Va néixer en Tixtla, Guerrero, en el si d'una família indígena; el seu pare tenia una posició de comandament entre els chontales i en 1848 va ser nomenat alcalde de Tixtla, la qual cosa va donar al nen Ignacio Manuel, que en aquell temps tenia 14 anys, l'oportunitat d'anar a escola. Va aprendre a llegir i a escriure al seu poble natal. Va fer els seus primers estudis a Toluca, gràcies a una beca atorgada per Ignacio Ramírez, de qui va ser deixeble. Va estudiar a l'Institut Literari de Toluca, i dret en el Col·legi de Sant Joan de Letrán. Va pertànyer a associacions acadèmiques i literàries com el Conservatori Dramàtic Mexicà, la Societat Nezahualcóyotl, la Societat Mexicana de Geografia i Estadística, el Liceu Hidalgo i el Club Álvarez.

## Vida política
Gran defensor del liberalisme, va prendre part en la revolució de Ayutla en 1854 contra el santanismo, més tard en la guerra de Reforma i va combatre contra la invasió francesa. Després d'aquest període de conflictes militars, Altamirano es va dedicar a la docència, treballant com a mestre a l'Escola Nacional Preparatòria, en la d'Escola Superior de Comerç i Administració i a l'Escola Nacional de Mestres; també va treballar en la premsa, on juntament amb Guillermo Prieto i Ignacio Ramírez va fundar el Correu de Mèxic i amb Gonzalo A. Esteva la revista literària ''El Renaixement, en la qual col·laboren escriptors de totes les tendències literàries, l'objectiu de la qual era fer ressorgir les lletres mexicanes. Va fundar diversos periòdics i revistes com: El Correu de Mèxic, El Renaixement El Federalista, La Tribuna i La República.
En l'activitat pública, va exercir com a diputat al Congrés de la Unió en tres períodes, durant els quals va advocar per la instrucció primària gratuïta, laica i obligatòria. Va ser també procurador General de la República, fiscal, magistrat i president de la Suprema Cort, així com oficial major del Ministeri de Foment. També va treballar en el servei diplomàtic mexicà, exercint-se com a cònsol a Barcelona i París.

## Altres activitats

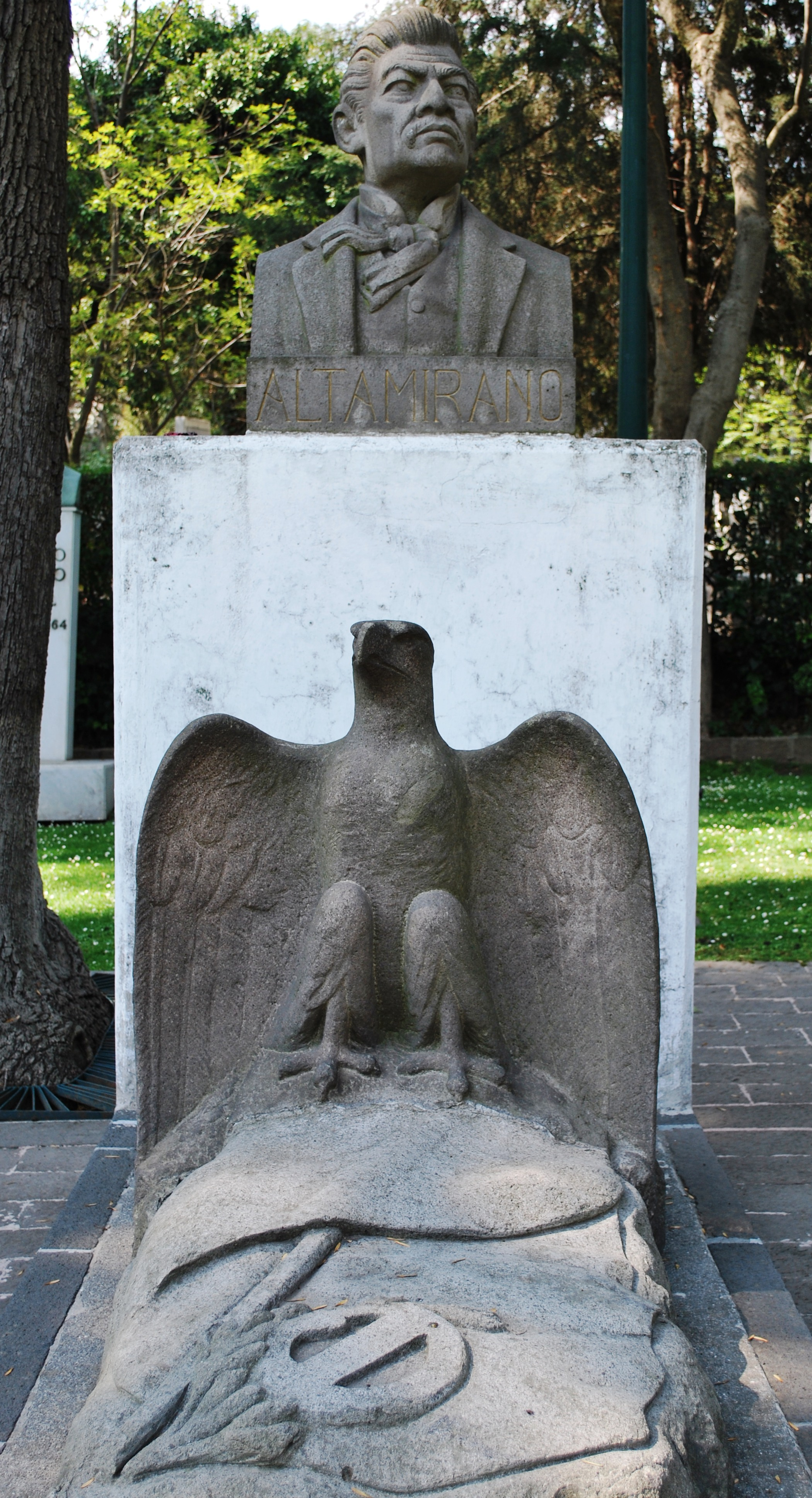
Sepulcre d'Ignacio Manuel Altamirano en la Rotonda de les Persones Il·lustres.

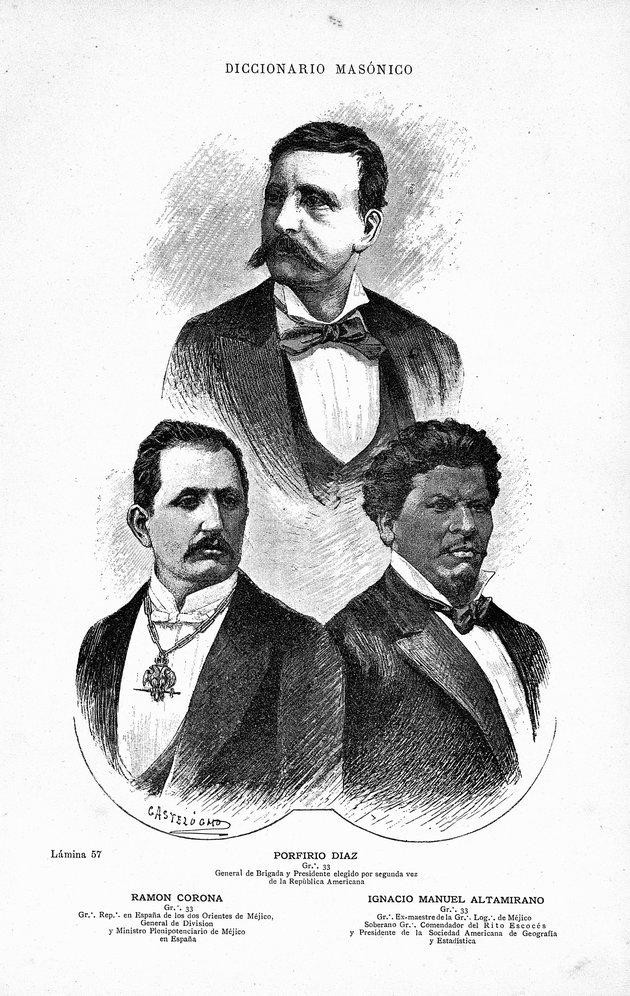
Altamirano, Ramón Corona i Porfirio Díaz en el Diccionari Enciclopèdic de la Maçoneria, de Lorenzo Frau Abrines (1884).

Va asseure les bases de la instrucció primària gratuïta, laica i obligatòria el 5 de febrer de 1882. Va fundar el Liceu de Pobla i l'Escola Normal de Professors de Mèxic i va escriure diversos llibres de gran èxit en la seva època, en què va conrear diferents estils i gèneres literaris. Els seus estudis crítics es van publicar en revistes literàries de Mèxic. També s'han publicat els seus discursos. Altamirano va estimar les llegendes, els costums i les descripcions de paisatges de Mèxic. En 1867 va començar a destacar i va orientar la seva literatura cap a l'afirmació dels valors nacionals, també va exercir com a historiador literari i crític.
En 1870 va ser iniciat en la maçoneria i va aconseguir el grau 33 el 1879.
Va morir a Itàlia el 1893, en una missió diplomàtica. En el centenari del seu naixement les seves restes van ser dipositades en la Rotonda de les Persones Il·lustres a la ciutat de Mèxic. Es va crear la medalla "Ignacio Manuel Altamirano" amb la finalitat de premiar els 50 anys de labor docent. El 13 de febrer de 1993 es va inscriure el seu nom amb lletres d'or en els murs de la Cambra de diputats.

## Obres
Va escriure diversos llibres de gran èxit en la seva època, va conrear el conte i el relat, la crítica i la història; l'assaig i la crònica, la biografia i els estudis bibliogràfics, la poesia i la novel·la. Les seves obres literàries retraten la societat mexicana d'època, entre les més destacades es troben:
- Novel·les:
  - Clemencia (1869)
  - La Navidad en las montañas (1871)
  - El Zarco (póstuma)

- Altres:
  - Rimas (1880)
  - Antonia y Beatriz
  - Atenea
  - Cuentos de invierno (1880)
  - Paisajes y leyendas, tradiciones y costumbres de México (1886)
  - Crónicas de la semana (1869)
  - La literatura nacional (1849)
  - Obras (1899)
  - Obras literarias completas (1859)
  - Obras completas (1886)